# Sutherland
Sutherland (skotsk gælisk: Cataibh) er et historisk grevskab, et registreringsgrevskab og et lieutenantskab i Det skotske højland. Navnet stammer fra den vikingetiden, hvor området blev styret af jarlen af Orkney; selvom Sutherland omfatter noget af det nordligste land på øen Storbritannien, blev det kaldt Suðrland ("sydland") set fra Orkney og Caithness.
Fra 1200-tallet var Sutherland et provinsherredømme, et jarledømme kontrolleret af jarlen af Sutherland. Jarledømmet omfattede kun den sydøstlige del af det senere grevskab. Et shire kaldet Sutherland blev oprettet i 1633 og dækkede jarledømmet Sutherland samt de nærliggende provinser Assynt mod vest og Strathnaver mod nord. Shires overtog gradvist de gamle provinsers administrative betydning og blev også kendt som grevskaber.
Grevskabet er generelt landligt og tyndt befolket. Sutherland blev særligt hårdt ramt af Highland Clearances (tvangsflytning af højlandsskotter) i 1700- og 1800-tallet, og befolkningen har været faldende siden midten af 1800-tallet. I 2011 var befolkningen i grevskabet 12.803, hvilket er mindre end halvdelen af toppunktet på 25.793, som blev registreret i 1851. Kun én by havde burgh-status, nemlig Dornoch, hvor grevskabets domstole blev afholdt. Mellem 1890 og 1975 havde Sutherland et grevskabsråd, hvis hovedkontor lå i landsbyen Golspie.
Sutherland har kyst mod øst til Moray Firth og kyst mod nordvest til Atlanterhavet. Store dele af grevskabet er bjergrigt, og den vestlige og nordlige kystlinje indeholder mange høje havklipper. Der er fire nationalt beskyttede landskaber helt eller delvist inden for grevskabets grænser: Assynt-Coigach, North West Sutherland, Kyle of Tongue og Dornoch Firth, hvor de tre første ligger langs den vestlige og nordlige kyst.
Grevskabet ophørte med at blive brugt til lokal forvaltning i 1975, da området blev en del af Highland-regionen, som i 1996 blev et enhedsråd. Der var et lokalregeringsdistrikt kaldet Sutherland fra 1975 til 1996, som var et lavere niveau inden for Highland-regionen og dækkede et lignende, men ikke identisk område som grevskabet inden 1975. Grænserne fra før 1975 bruges stadig til visse funktioner som registreringsgrevskab. De tilstødende grevskaber før reformerne i 1975 var Caithness mod nordøst og Ross and Cromarty mod syd.
Sutherlands lieutenantskab blev redefineret i 1975 til at være det samme som lokalregeringsdistriktet. Registreringsgrevskabet og lieutenantskabsområdet har derfor lidt forskellige definitioner; registreringsgrevskabet omfatter ikke Kincardine, men lieutenantskabsområdet gør.

## Geografi
De højeste tinder i Sutherland er Ben Hope (927 moh.) og Ben More Assynt (998).
Sutherland har en række større og mindre søer, der bl.a. tæller:
- Loch Assynt
- Loch Choire
- Loch Hope
- Loch Loyal
- Loch Meadie
- Loch More
- Loch Naver
- Loch Shin

Sutherland omfatter adskillige små øer, som generelt ligger tæt på fastlandets kyst. Ingen af dem er nu beboede, selvom nogle tidligere var det, herunder især Eilean Hoan i Loch Eriboll, Eilean nan Ròn ud for nordkysten nær Skerray, og Handa Island i Eddrachillis Bay.

### Byer
- Achriesgill
- Altnaharra
- Armadale
- Assynt
- Bettyhill
- Bonar Bridge
- Brora
- Clashmore
- Creich
- Dornoch
- Drumbeg
- Durness
- Embo
- Evelix
- Golspie
- Helmsdale
- Inchnadamph
- Invershin
- Kildonan
- Kinbrace
- Kinlochbervie
- Lairg
- Lochinver
- Melvich
- Portgower
- Portskerra
- Pulrossie
- Rogart
- Rosehall
- Scourie
- Skerray
- Stoer
- Strathy
- Tongue

## Referncer
1. ↑  "Sutherland Scottish County". A Vision of Britain through Time. GB Historical GIS / University of Portsmouth. Hentet 24. september 2024.
2. ↑  "Ben Hope". Hill Bagging - the online version of the Database of British and Irish Hills (DoBIH). 2019. Hentet 19. juni 2019.
3. ↑  "walkhighlands Ben More Assynt". walkhighlands.co.uk. 2014. Hentet 1. marts 2014.
4. ↑  "Eilean Hoan". Canmore. Historic Environment Scotland. Hentet 25. september 2024.
5. ↑  "Eilean Nan Ron". Canmore. Historic Environment Scotland. Hentet 25. september 2024.
6. ↑  "Handa Island". Canmore. Historic Environment Scotland. Hentet 25. september 2024.